# 山本山大橋
山本山大橋（やまもとやまおおはし）は、新潟県小千谷市の信濃川に架かる国道351号の橋長553.8 m（メートル）の桁橋。

## 概要
国道351号旭町バイパスの一部を構成する。西詰は西小千谷バイパス国道117号と接続する。旭町バイパスは1988年度（昭和63年度）に事業化され、総事業費70億7千万円を費やして2006年度（平成18年度）に事業完成した。2004年（平成16年）の新潟県中越地震により、小千谷市街復旧関係車両と通過交通の混在により市街地の渋滞が発生したため、復興支援として当初の予定より1年早く2005年（平成17年）2月2日に旭町バイパス全長1.4 km（キロメートル）が開通した。この開通によって、旭橋の渋滞長が300 m減少したほか、信濃川を渡る大型車が昼間12時間で1400台から2400台に増加した。
- 形式 - 連続箱桁橋
  - 主径間は、3径間である。
- 橋長 - 553.8 m

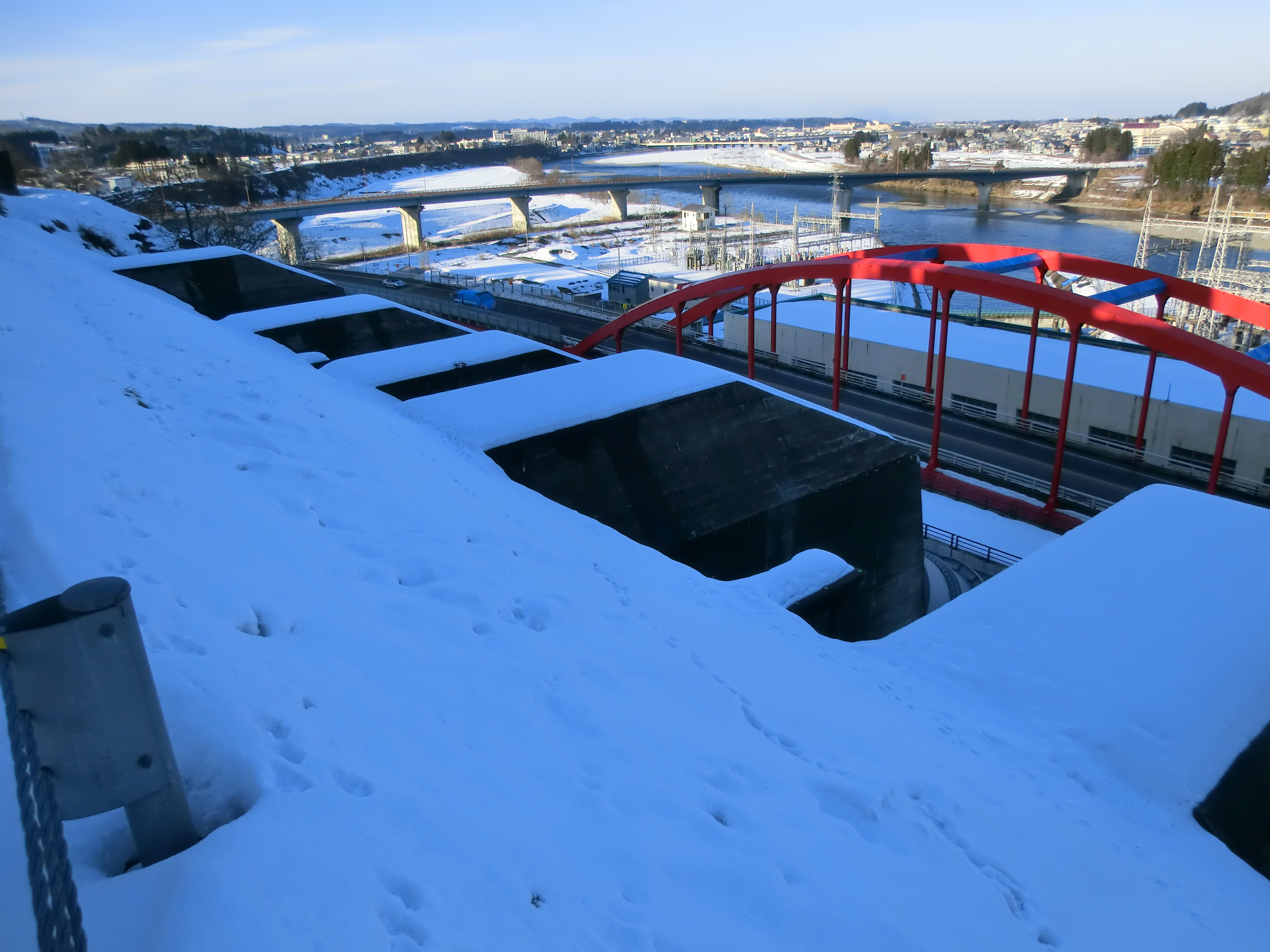
山本山大橋。小千谷市山本町（左岸上流側）より撮影。
手前の赤いローゼ橋は国道117号山辺橋

  - 最大支間長 - 100.0 m
- 幅員 - 13.50 m
  - 車道 - 8.50 m
  - 歩道 - 両側2.50 m
- 架設工法 - TCベント・TRCキャンチレバー工法
- 床版 - RC床版
- 施工 - 川田工業[注釈 1]、栗本鐵工所・東京鐵骨橋梁[注釈 2]・トピー工業JV、横河ブリッジ
- 竣工 - 1999年度（平成11年度）
- 開通 - 2005年（平成17年）2月2日[2]

## 周辺
- JR東日本小千谷発電所・新小千谷発電所
- 山本山